# Hämeenmaa-klassen
Hämeenmaa-klassen (finsk: Luokan miinalaiva) er en klasse af minelæggere i den finske flåde og består af to enheder.
Skibene har et stålskrog og overbygningen er lavet af en stållegering. Klassen har en en ICE-1A-klassifikation og kan dermed bryde is året rundt. Designet er det første forsøg på at benytte stealth teknologi i den finske flåde.
I en krisesituation er Hämeenmaa-klassens primære opgave minelægning, men skibene er også i stand til at fungere som eskorte-, transport- og depotskibe.

## Historie
Kontrakten om konstruktionen af Hämeenmaa-klassen blev oprindeligt tildelt værftet Wärtsilä Meriteollisuus, men på grund af værftets konkurs overgik kontrakten til Hollming-værftet. Omvæltningerne i den finske skibsbygningsindustri stoppede ikke der. I starten af 1992 fusionerede værfterne Hollming og Rauma Yards til et nyt værft, Finnyards.

### Modernisering
Begge skibe blev moderniseret i perioden 2006-2008. Formålet med moderniseringen var først og fremmest at opgradere skibenes udstyr til at et moderne niveau, men dermed også til at gøre skibene i stand til at deltage i internationale operationer, hovedsagelig EU-operationer. De er udstyret med våbensystemer fra de udfasede Tuuli-klasse luftpudebåde. Dette omfatter Umkhonto SAM-systemet. CEROS ildledelsessystemet, TRS3D16ES luftvarslingsradaren, samt Kongsberg ST2400 VDS-systemet samt SS2030 sonaren.
Hämeenmaa var færdig med opgraderingen den 13. april 2007. Uusimaa blev afleveret fra værftet den 26 oktober 2007. Hämeenmaa og Uusimaa foretog derefter søprøver indtil udgangen af 2008, hvor begge enheder blev erklæret operationelle.

## Skibe i klassen
| Pennant | Navn      | Kølen lagt        | Søsat             | Indgået          | Skæbne     | Kaldesignal |
| ------- | --------- | ----------------- | ----------------- | ---------------- | ---------- | ----------- |
| 02      | Hämeenmaa | 2. april 1991     | 11. november 1991 | 15. april 1992   | I tjeneste | OJID        |
| 05      | Uusimaa   | 12. november 1991 | Juni 1992         | 2. december 1992 | I tjeneste | OJBM        |